# Akko dionaea
Akko dionaea és una espècie de peix de la família dels gòbids i de l'ordre dels perciformes.

## Morfologia
- Els mascles poden assolir 8,1 cm de longitud total.[4]

## Alimentació
Sembla que es nodreix principalment de copèpodes.

## Hàbitat
És un peix marí, de clima tropical i demersal que viu fins als 20 m de fondària.

## Distribució geogràfica
Es troba a l'Atlàntic sud-occidental: el Brasil.

## Observacions
És inofensiu per als humans.